# Grégoire Michonze
 (juillet 2017).
Grégoire Michonze est un peintre français d'origine russe, puis roumaine, né le 22 mars 1902 à Kichinev en Bessarabie (Chișinău, actuelle Moldavie) et mort le 29 décembre 1982 à Paris.

## Biographie
Grégoire Michonze, de son vrai nom Ghérès Michonznic, est né en 1902 à Kichinev, en Bessarabie, à l'époque où elle fait partie de l'Empire russe. Il est l'aîné d'une famille de cinq enfants. Sa mère vient d'une famille de rabbins, son père tient un commerce de tissus.
Michonze étudie aux Beaux-Arts de Kichinev et, pour le travail des icônes, s'initie à la technique de la peinture à l'œuf. Il poursuit ses études à l'Académie de Peinture de Bucarest car la Bessarabie est devenue roumaine à la fin de la Première Guerre mondiale. Il se lie avec Victor Brauner.
En 1922, Michonze, persuadé qu'il n'y a d'avenir artistique qu'à Paris, s'embarque pour Marseille via Istanbul  et la Grèce dont les paysages rocheux marquent son œuvre. Dès son arrivée à Paris, il trouve le chemin de Montparnasse où il fait la connaissance de son compatriote Chaim Soutine, dont il se sent très proche.
En 1924 Max Ernst l'introduit auprès des surréalistes , Breton, Eluard, Tanguy, Aragon, Masson, Man Ray... Il assiste quelque temps à leurs réunions mais préfère s'en éloigner pour suivre une voie personnelle. Attiré par la Côte d'Azur, y retrouve son compatriote Chaïm Soutine et Henry Miller qu'il connaît depuis 1928 et tient sa première exposition personnelle en 1932 dans son atelier à Antibes. A Paris, il contribue régulièrement au Salon des Surindépendants et à de nombreuses expositions de groupe dans des galeries parisiennes.
Après un séjour aux États-Unis en 1937, il fait la connaissance d'Una Maclean, une jeune artiste écossaise, qui devient sa femme. Ils auront deux enfants.
En 1939, engagé volontaire dans l'armée française et il est capturé et  passe deux ans, de 1940 à 1942 comme prisonnier de guerre en Allemagne, dans le stalag XC près de Brème, à proximité d'un camp de prisonniers russes dont il rapporte des dessins bouleversants.
Après la Seconde Guerre mondiale, il obtient la nationalité française. Il installe son atelier au 31 rue de Seine à Paris, adresse qu'il conservera toute sa vie. Il participe à de nombreuses expositions de groupe et donne plusieurs expositions personnelles à Londres, Edimbourg et Glasgow. L'Etat français acquiert une de ses toiles "La moisson" en 1949 et en 1972 sa grande toile "On joue la rouge".
Sa première exposition personnelle à Paris a lieu en 1953, dans l'atelier de son ami le peintre Mayo. Il contribue régulièrement au Salon Comparaisons. En 1959, Henry Miller préface le catalogue de son exposition de Londres à la Adams Gallery. A la fin des années 1950, Michonze rencontre Abel Rambert qui devient son marchand parisien attitré.
Michonze reçoit le prix William et Noma Copley (Chicago) en 1961 et le premier prix de la Biennale de Trouville en 1964.
En mars 1965 paraît, au Mercure de France, le récit de son ami Patrick Waldberg "Le pays de Grégoire Michonze" sur la vie artistique et littéraire à Montparnasse.
En 1967, il se fait construire un grand atelier dans un ancien moulin à eau à Jully-sur-Sarce, près de Troyes, où il travaille désormais plusieurs mois par an. Sa première rétrospective de plus de cent toiles a lieu à Troyes, au Centre Thibaud de Champagne, en 1978.
Dans les années 1970-1980, il voyage beaucoup, Rome, Venise, Genève, Londres et notamment Tel-Aviv où il passe plusieurs printemps à travailler.
Michonze meurt à Paris le 29 décembre d'un arrêt cardiaque dans son atelier de la rue de Seine.
Œuvre
"Mes sujets sujets n’ont pas de sujet. Ils n’existent que dans un but poétique. Quand la poésie est là, le tableau est achevé. Aucune histoire. De la poésie pure, de préférence sans titre. C’est en cela que je suis surréaliste, à ma façon.”
( Lettre de Michonze à Peter Stone 1959) in Michonze Terre des Peintres 1997
« On pardonnera à un peintre toutes ses folies s’il arrive à faire naître de la poésie sous ses doigts. Je cherche la poésie dans l’insolite quotidien. Parfois je commence un paysage d’après nature, mais alors ce sera un reportage qu’il faudra que je poétise chez moi. J’y mets des personnages, des animaux, je le transfigure. » (MMB Michonze, peintre  La tribune de Lausanne  Chronique artistique 14 juin 1962)
« Mais je n’ai jamais été surréaliste. J’aimais peindre des gens diversement occupés, à les rassembler dans des pièces. Ça faisait bizarre. Le surréalisme m’avait permis de les grouper sans raisons apparentes, comme ils le sont souvent dans la vie. J’aimais ça. (Pierre Descargues, La Tribune de Lausanne 1963)
Inconditionnel de la figure humaine, Michonze peint des compositions étranges où nus et vêtus s’entremêlent tout naturellement lors de déjeuners  en plein air, de fêtes de village ou de rixes au milieu de paysages idylliques et intemporels - un style poétique personnel qu’il qualifiera plus tard de  "naturalisme surréel ".
Michonze travaille essentiellement à l’huile, avec un minimum de matière, en couches légères, sans empâtements. « …une gamme serrée de couleurs acides, une matière maigre, étirée, austère sur fond de pure jouissance dessinatrice... » (Christian Noorbergen, Montrer avril-mai 1991) Il peint tantôt sur toile, sur des panneaux lisses ou directement sur papier, marouflé ensuite sur toile ou panneau. Le dessin initial transparait souvent sous la fine couche de peinture. Pas de modelé: la profondeur est donnée par des rehauts de lumière. Il vernit presque toujours (sauf dans le cas de la gouache qui est une technique qu’il emploie souvent). Le mat, dans la peinture à l’huile, apparaît quelque  temps en 1962-63, puis se généralise dans les années 70-80.
Le dessin est la base de toute son œuvre, crayon, plume, fusain et pastel, ou gravure.
Des périodes ?
Il est difficile de délimiter de véritables périodes dans l’œuvre de Michonze, tellement elles se chevauchent et s’imbriquent l’une dans l’autre créeant une continuité. Cependant, on peut  distinguer: (cf: www.michonze.com)
Les œuvres de jeunesse et la tentation du surréalisme où Michonze  jongle avec différents « ismes » : fauvisme, cubisme, mais c’est le surréalisme qui le marque durablement.  (Il parle du « virus du surréel » dans une lettre à André Breton 11 janvier 1950, citée par Henri Meschonnic dans la préface du catalogue de la rétrospective Michonze au Musée d'Art Moderne de Troyes )
Le choix d’un réalisme poétique dans les années 30
Affirmation d’un style qui deviendra autour de 1934 ce qu’il appellera plus tard  « naturalisme surréel » et déjà le choix de sujets comme la cour de ferme : « Parce qu’il y a tout dans une cour de ferme, des bêtes, des gens, des objets, des maisons, des arbres, que le désordre est admis, logique, toléré… » (Pierre Descargues La Tribune de Lausanne 1963)
La guerre et l’après-guerre, les années 40 et 50
La guerre est présente dans sa peinture, et les circonstances le contraignent et à dessiner davantage (plume et fusain) et à peindre plus de nature-mortes et de portraits.
(Portraits de sa femme Una, de son ami le poète Benjamin Fondane, etc)
Après la rupture, son travail est une lutte constante à contre-courant de l’abstraction régnante.
Début de la gravure en 1951.
Vers une plus grande liberté dans les années 60
« Des rixes ? - C’est pour animer la surface et j’essaie de peindre plus large » (Pierre Descargues, Tribune de Lausanne 1963)   
La période mate et claire des dernières années (70-80)
Le choix d’une technique mate et l’abandon du vernis engendrent une peinture plus  lumineuse." Dans les années soixante-dix, le mat succède au vernis. La violence est dans la touche autant que dans les ciels et les personnages." (Henri Meschonnic ibid 1985)   Michonze se remet aussi à la gravure en 1974 et quand le travail de peinture ne vient pas, il modèle de nombreuses petites terres cuites, essentiellement des têtes. Nombreux grands fusains et pastels.

Reception critique